# 中国音乐
中國音樂，據目前的考古發現，中國音樂可追溯至9000多年前，禮樂制度被賦予維繫社會秩序的功能。音樂與人心情感間的關係受到很大的重視，《詩經》大序、《禮記·樂記》、《荀子·樂論篇》、《史記·樂書》等描述儒家思想認為音樂對人性具有教化啟迪的作用。同時從唐代的胡琴到近代的西方音樂，中國音樂又在吸收外來音樂要素的過程中不斷充實發展。

## 緒論

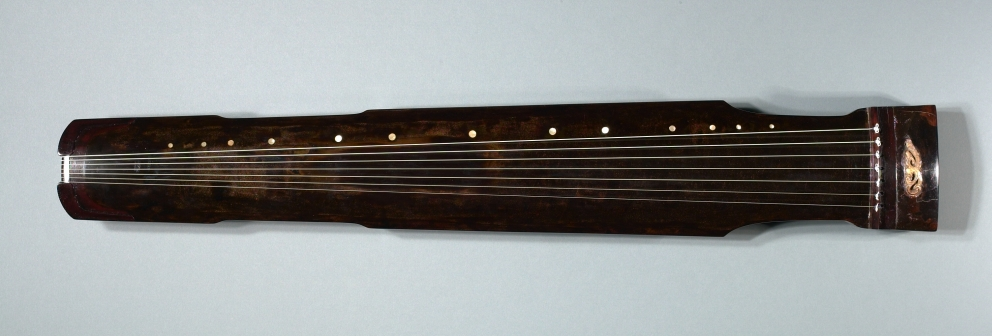
瑤琴，即今古琴

中国古代诗、歌是不分的，即文学和音乐是紧密相联系的。现存最早的汉语诗歌总集《诗经》中的诗篇当时都是配有曲调，为人口头传唱的，这个传统一直延续下去。汉代的官方诗歌集成《汉乐府》、唐诗、宋词当时也都能歌唱。現代亦有音乐家为古诗谱曲演唱，如苏轼描写中秋佳节的《水调歌头》。
歷朝政府皆有專門從事音樂的部門，用於祭祀、宴飲等。為贵族娱乐的“伶人”常常沒有被記載，唐代著名歌手李龟年也只常出现在唐诗中。中国古代“士大夫”的“琴棋书画”，“琴”指古琴，古琴音樂往往是士大夫之間欣赏，他們對古琴的研究形成了“琴學”。明清兩代出版了很多的琴譜、琴書，文獻資料非常丰富，並且形成了很多的琴派。
中国古代音乐属于五声音阶体系，五声音阶上的五个级被称为「五声」，分別為宫、商、角、徵、羽。

## 歷史

### 遠古時期

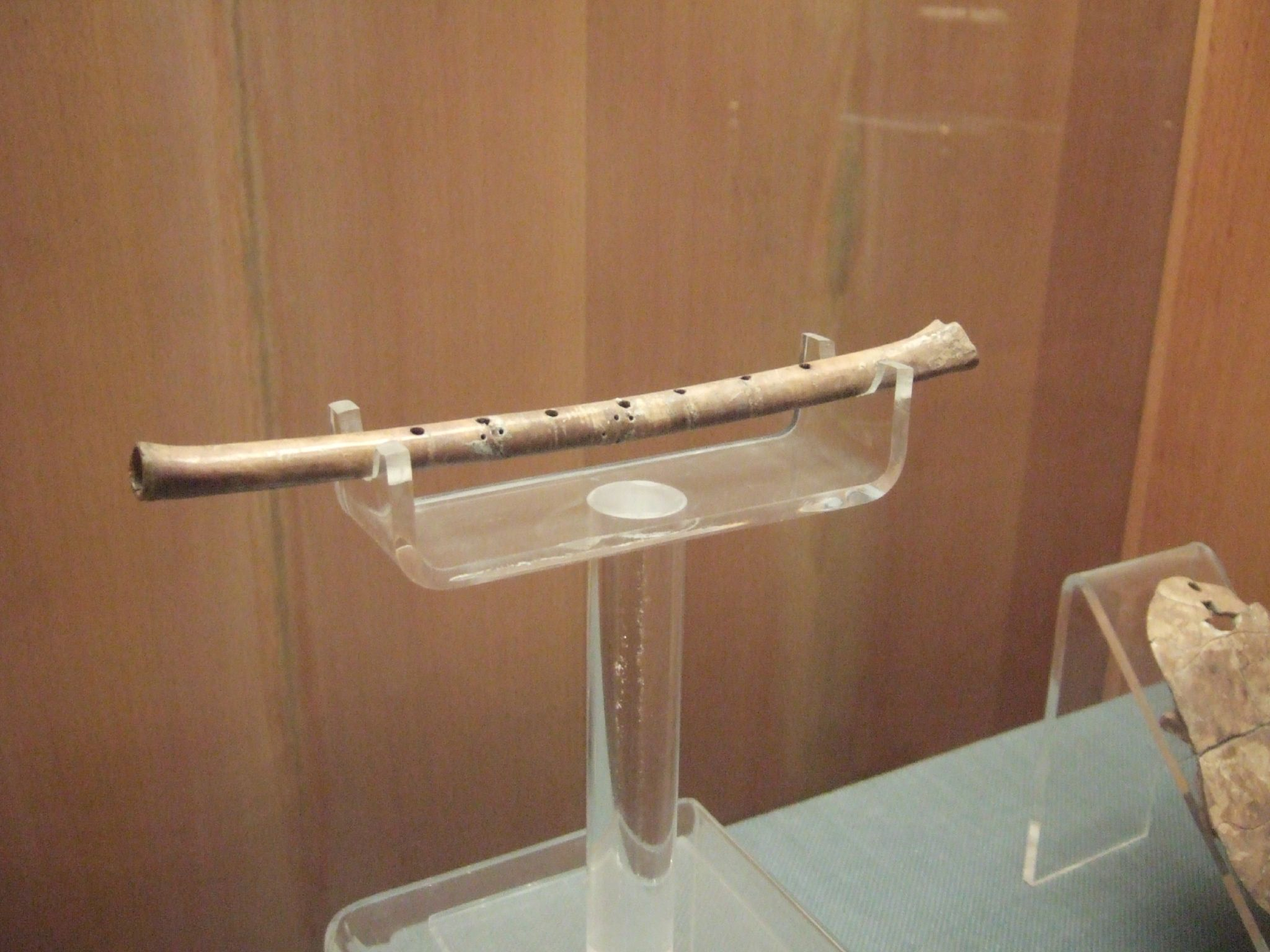
河南省舞阳县出土的賈湖骨笛将中国音乐文化上推至9000年，现存河南博物院

中国音乐最早可追溯到9000年前。贾湖遗址出土的贾湖骨笛，距今约9000年至7500年。距今约7000年，各地开始出现骨哨、原始陶埙。  
葛天氏“三人操牛尾，投足以歌八阕”，可見远古音乐文化具有歌、舞、乐互相结合的特点。“敬天常”、“奋五谷”、 “总禽兽之极”反映先民对农业、畜牧业以及自然规律的认识。这些歌、舞、乐互为一体的原始乐舞还与原始氏族的图腾崇拜想联系。例如黄帝氏族曾以云为图腾，他的乐舞就叫做《云门》。关于原始的歌曲形式，《吕氏春秋》记涂山氏之女《候人歌》歌词仅只“候人兮猗”一句，而只有“候人”二字有实意。这便是音乐的萌芽，是一种孕而未化的语言。  
傳說"伏羲、神農作琴瑟"。伏羲作琴瑟，大抵出於草創，未能完善，傳至神農時，神農又加於研究，於是琴瑟之制，始漸如後世之制。。又有伶倫制音律、作歌舞，仰延制樂譜，大容作樂，黃帝制笙竽，夔作鼓，伶倫、榮將鑄鐘等傳說。

### 夏、商时期
乐舞逐渐脱离「原始氏族乐舞为氏族共有」的特点。从内容上看，它们渐渐离开了原始的图腾崇拜，转而为对征服自然的人的颂歌。例如夏禹治水，造福人民，遂有歌颂夏禹的乐舞《大夏》。夏桀无道，商汤伐之，遂有歌颂商汤伐桀的乐舞《大蠖》。商代巫风盛行，于是出现了专司祭祀的巫（女巫）和觋（男巫），在行祭时舞蹈、歌唱，是最早以音乐为职业的人。
酋長以乐舞祭祀天、祖先，同时又以乐舞獲得感官的享受，反映出生产力较原始时代进步，从而使音乐文化具备了发展的条件。傳說夏代有鳄鱼皮蒙制的鼍鼓，商代有木腔蟒皮鼓、石磐、双鸟饕餮纹铜鼓、编钟、编铙。
公元前5000餘年的陶埙从当时的单音孔、2音孔发展到5音孔，可发出12个半音的音列。根据陶埙发音推断，五声音阶出现在新石器时代的晚期，而七声音階至少在商、殷时期出现。

### 周朝

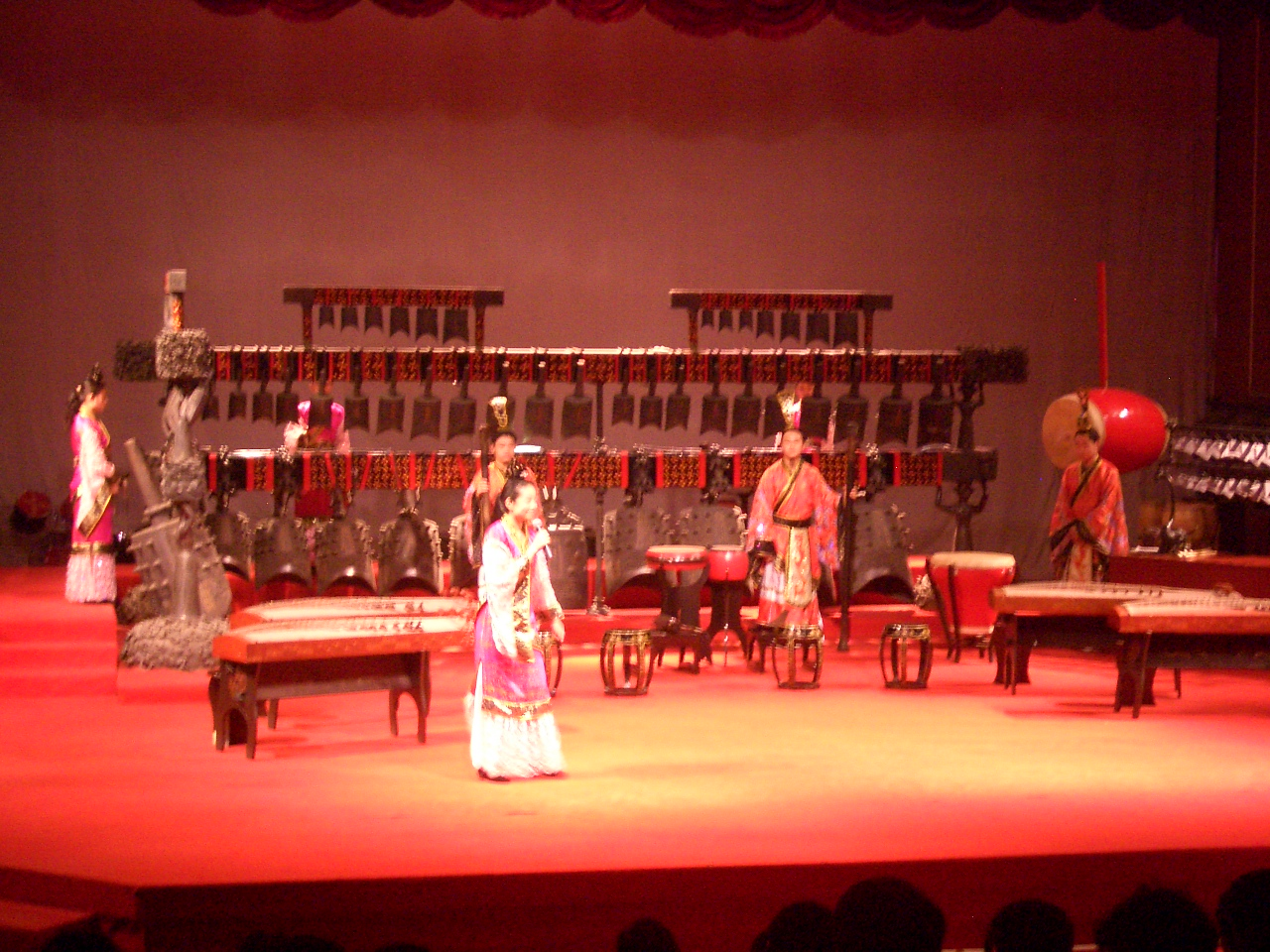
編鐘演奏

西周时期宫廷首先建立完备的礼乐制度，清劉寶楠《論語正義》：「《左‧隱五年》傳考仲子之公將萬焉，公問羽數於眾仲，眾仲對曰：『天子用八，諸侯用六，大夫四，士二。』」另服虔《左傳解誼》：「天子八八，諸侯六八，大夫四八，士二八。」。
具代表性的舞樂有黄帝时的《云门》，尧时的《咸池》，舜时的《大韶》，禹时的《大夏》，商时的《大濩》，周時的《大武》，合稱「大舞」或“六代乐舞”。
周代有采风制度，收集民歌，以观风俗、察民情。赖此保留了大量民歌，经孔子删訂，形成了中国第一部诗歌总集《诗经》。它收有自西周初到春秋中叶500多年的入乐诗歌共305篇。《詩經》中詩的分類，有「四始六義」之說。「四始」指《風》、《大雅》、《小雅》、《頌》的四篇列首位的詩。「六義」則指「風、雅、頌，賦、比、興」。「風、雅、頌」是按音樂的不同對《詩經》的分類，「賦、比、興」是《詩經》的表現手法。歌曲尾部的高潮部分，已有专门的名称“乱”。
《诗经》成书前后，屈原所編寫的《九歌》將原為楚國民間祭神時的演唱和表演改編與加工，寫成格調高雅的詩歌，具有浓重的楚文化特征。
1978年出土的曾侯乙墓裏8种124件乐器，包括重要的曾侯乙編鐘、曾侯乙編磬等，提供大量當時宮廷音樂的資料，包括樂器制式、演奏編制、十二律的理论、音名、旋宫法等。
《管子‧地员篇》所记载的“三分损益法”所生產的自然律能發出自然泛音，它為頻率的倍數關係，因此聽起來是和諧的聲音，但會造成“黄钟不能还原”。

### 秦、汉时期

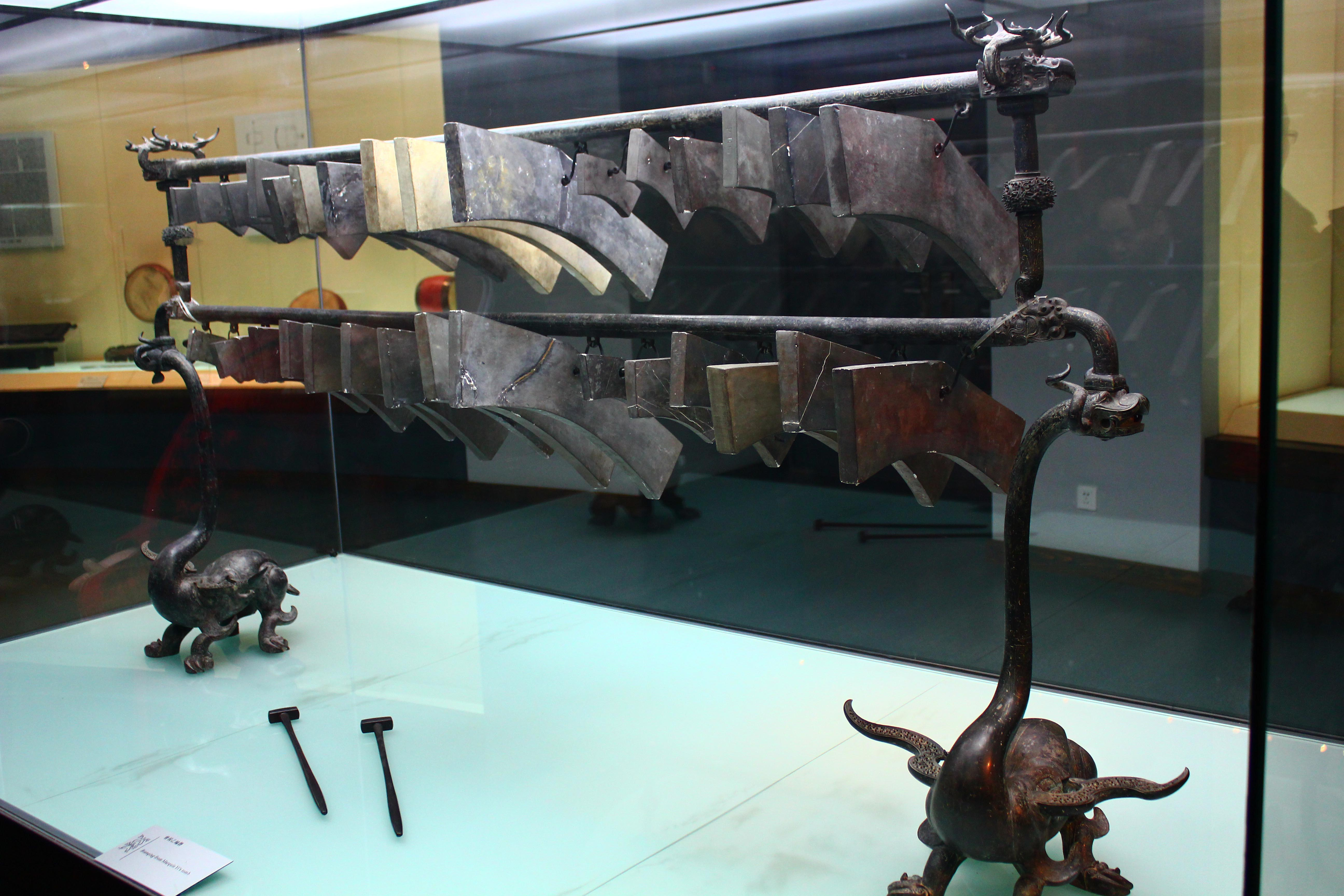
戰國時期編磬

秦汉时开始出现"乐府"。它继承了周代对采风制度，搜集、整理改变民间音乐，並集中大量乐工在宴享、郊祀、朝贺等场合演奏。这些用作演唱的歌词，被称为乐府诗。乐府，后来又被引申为泛指各种入乐或不入乐的歌词，甚至一些戏曲和器乐也都称之为乐府。
汉代主要的歌曲形式是「相和歌」。它从最初的「一人唱，三人和」的清唱，渐次发展为有丝、竹乐器伴奏的「相和大曲」，并且具「艳、趋、乱」的曲体结构，它对隋、唐时的歌舞大曲有着重要影响。汉代時西北边疆兴起了鼓吹乐。它以不同编制的吹管乐器和打击乐器构成多种鼓吹形式，如横吹、骑吹、黄门鼓吹等等。它们或在马上演奏，或在行进中演奏，用于军乐礼仪、宫廷宴饮以及民间娱乐。今日尚存的民间吹打乐，当有汉代鼓吹的遗绪。而「百戏」是将歌舞、杂技、角抵合在一起表演的节目。
汉代律学上的成就是京房以三分损益法将八度音程华划为六十律。这种理论在音乐实践上虽无意义，但体现了律学思维的精微性。从理论上达到了「五十三平均律」的效果。

### 三国、两晋、南北朝时期

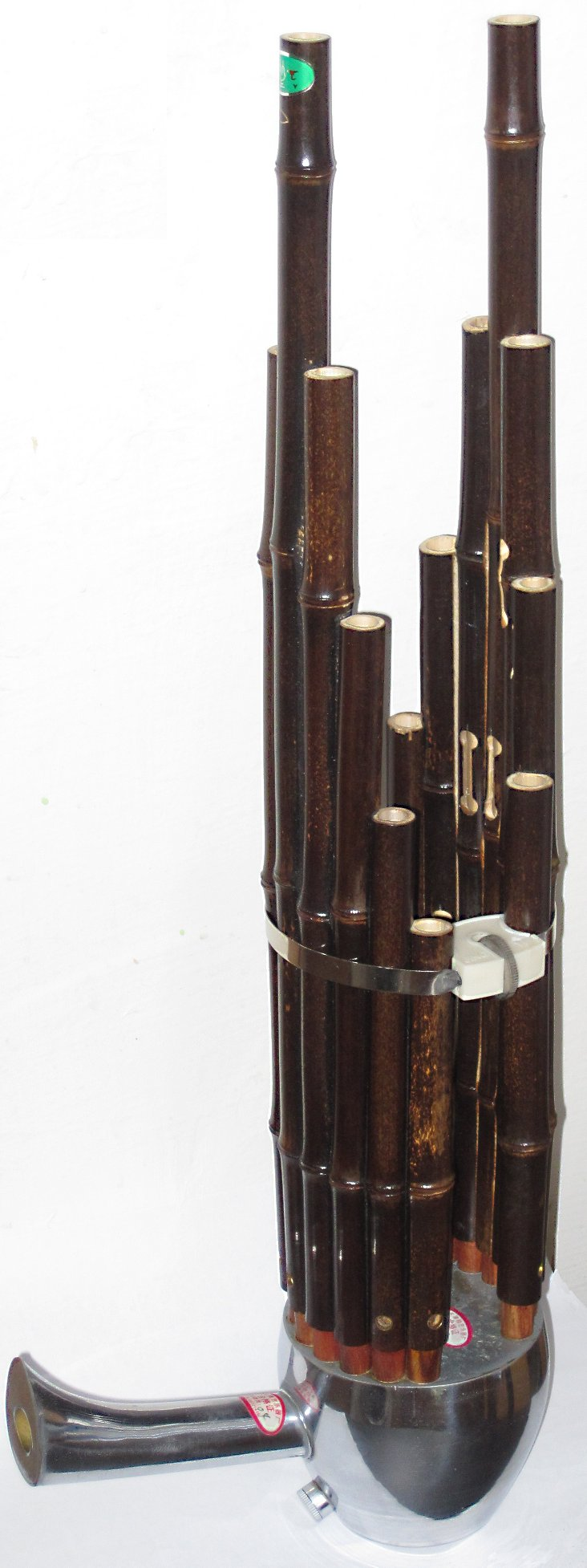
笙

中国古代的雅乐在东汉桓灵二帝以后宫廷中已经丧失。曹操找到了精通雅乐的杜夔，使雅乐重新恢复了，黄钟大吕重新在宫廷演奏。礼乐制度得以复归。
由相和歌中的清商调发展起来的清商乐得到曹操父子的喜爱而得到大发展。曹操留下的大量乐府诗就是当时用于歌唱的歌词。曹丕时，正式设立音乐机构清商署，到梁陈时期，都设立清商署。两晋之交的战乱，使清商乐流入南方，与南方民歌吴歌、西曲结合，形成了不同于相和歌的清商乐。在北魏孝文帝时，对清商乐大加收集整理，使之成为与雅乐、胡乐并重的中国重要乐种，被后世称为“华夏正声”。汉代以来，随着丝绸之路的畅通，西域诸国的歌曲开始传入。北凉时吕光把在隋唐燕乐中占有重要位置的龟兹乐带到中土。
古琴藝術趋于成熟，在汉代已经出现了题解琴曲标题的古琴专著《琴操》。魏晉时嵇康在其所著《琴賦》一书中有「徽以中山之玉」的记载。这说明当时的人们已经知道古琴上徽位泛音的产生。当时大量文人琴家相继出现，如蔡邕、嵇康、阮籍等，《广陵散》（《聂政刺秦王》）、《猗兰操》、《酒狂》等著名琴曲问世。
这一时期律学上的重要成就，包括晋代荀勖找到管乐器的「管口校正数」。南朝宋何承天在三分损益法上，以等差數列、疊加原理，创立了十分接近十二平均律的新律，初步解决了三分损益律黄钟不能还原的难题。

### 隋、唐时期
隋唐两代，政权统一，特别是唐代，政治稳定，经济兴旺，统治者奉行开放政策，不斷吸收他方文化，加上魏晋以来已经孕育着的各族音乐文化融合打基础，终于萌发了以歌舞音乐为主要标志的音乐艺术的全面发展的高峰。
唐代宫廷宴享的音乐，称作「燕乐」。隋、唐时期的七步乐、九部乐就属于燕乐。它们分别是各族以及部分外国的民间音乐，主要有清商乐、西凉乐、高昌乐、龟兹乐、康国乐、安国乐、天竺乐、高丽乐等。其中龟兹乐、西凉乐更为重要。
燕乐分为坐部伎和立部伎演奏，白居易《立部伎》诗形容坐部伎的演奏水平高于立部伎。风靡一时的唐代歌舞大曲是燕乐中独树一帜的奇葩，它继承了相和大曲的传统，融会了九部乐中各族音乐的精华，形成了「散序、中序或拍序、破或舞遍」的结构形式。见于《教坊录》著录的唐大曲曲名共有46个，其中《霓裳羽衣舞》为唐玄宗所作，兼有清雅的法曲风格，为世所称道。白居易写有生动描绘该大曲演出过程的诗篇《霓裳羽衣舞歌》。
受到龟兹音乐理论的影响，唐代出现了八十四调，燕乐二十八调的乐学理论。唐代曹柔创立的减字谱一直沿用至近代。
唐代末年盛行一种有故事情节，有角色和化妆表演，载歌载舞，同时兼有伴唱和伴奏的歌舞戏。大面、踏搖娘、撥頭、參軍戲等这已经是一种小型的雏形戏曲。
文学史上堪称一绝的唐诗在当时是可以入乐歌唱的。当时歌伎曾以能歌名家诗为快；诗人也以自己的诗作入乐后流传之广来衡量自己的写作水平。
唐代音乐文化的繁荣还表现为有一系列音乐教育的机构，如教坊、梨园、大乐署、鼓吹署以及专门教习幼童的梨园别教园。这些机构以严密的考绩，造就着一批批才华出众的音乐家。
在唐代的乐队中，琵琶是主要乐器之一。它已经与今日的琵琶形制相差无几。现今南管琵琶在形制上和演奏方法上还保留着唐琵琶的某些特点。

### 宋、金、元时期
宋、金、元时期音乐文化的发展以市民音乐的勃兴为重要标志。随着都市商品经济的繁荣，适应市民阶层文化生活的游艺场「瓦舍」、「勾栏」应运而生。在瓦舍、勾栏中有叫声、嘌唱、小唱、唱赚等艺术歌曲的演唱，以及说唱崖词、陶真、鼓子词、诸宫调，杂剧、院本亦相繼出現。当中唱赚中的缠令、缠达两种曲式结构对后世戏曲以及器乐的曲式结构有着一定的影响。而鼓子词则影响到后世的说唱音乐鼓词。诸宫调是这一时期成熟起来的大型说唱曲种。 
承隋唐曲子词发展的遗绪，宋代发展出长短句的「词调音乐」。「词调音乐」可以分为引、慢、近、拍、令等词牌形式。在填词的手法上有「摊破」、「减字」、「偷声」等。南宋姜夔能作词，又能依词度曲，他有17首自度曲和1首减字谱的琴歌《古怨》传世。这些作品多表达了作者关人文的心情，並擅描绘清幽悲凉的意境，如《扬州慢》、《鬲溪梅令》、《杏花天影》等。郭楚望的代表作《潇湘水云》开古琴流派之先河，作品表现了作者享受山河間的盎然意趣。在弓弦乐器的发展中，宋代出现了「马尾胡琴」的记载。
宋代是戏曲趋于成熟的时代。它的标志是南宋时南戏的出现。南戏又称温州杂剧、永嘉杂剧，其音乐丰富而自然。最初时一些民间小调，演唱时可以不受宫调的限制。后来发展为曲牌体戏曲音乐时，还出现了组织不同曲牌的若干乐句构成一种新曲牌的「集曲」形式。南戏在演唱形式上已有独唱、对唱、合唱等多种。传世的三种南戏剧本《张协状元》等见于《永乐大曲》。戏曲艺术在元代出现了以元杂剧为代表的高峰。元杂剧的兴盛最初在北方，渐向南方发展，与南方戏曲发生交融。代表性的元杂剧作家有关汉卿、马致远、郑光祖、白朴、王实甫、乔吉甫，世称六大家。典型作品如关汉卿的《窦娥冤》、《单刀会》，王实甫的《西厢记》。元杂剧有严格的结构，每部作品由「四折一楔子」构成。一折内限用同一宫调，一韵到底，常由一个角色（末或旦）主唱，这些规则，有时也有突破，如王实甫的《西厢记》达5本20折。元杂剧对南方戏曲的影响，造成溫州南戲的进一步成熟。出现了一系列典型剧作，如《拜月庭》、《琵琶记》等等。这些剧本经历代流传，至今仍在上演。当时南北曲的风格已经初步确立，以七声音阶为主的北曲沉雄；以五声音阶为主的南曲柔婉。随着元代戏曲艺术的发展，出现了最早的总结戏曲演唱理论的专著，即燕南之庵的《唱论》，而周德清的《中原音韵》则是北曲最早的韵书，他把北方语言分为19个韵部，并且把字调分为阴平、阳平、上声、去声4种。这对后世音韵学的研究以及戏曲说唱音乐的发展均有很大的影响。
南管，大略是在宋元時期成形的，當時的泉州地區商旅雲集，人文薈萃，使得具有唐代大曲遺風的南管得以蓬勃發展。元代北曲傳入南方，其對南管的影響包含曲牌的吸收，以及「一聲四節」歌法的成熟。從樂器發展來看，南管的上四管體製也是在元代出現。此外，南管歌器相分的特徵，即樂器按譜而彈、不隨歌者曲調而變，亦是根於北曲而定型於元。
元代時期三弦的出现值得注意。宋代出现了燕乐音阶的记载。早期的工尺谱谱式也在张炎《词源》和沈括的《梦溪笔谈》中出现。近代通行的工尺谱直接导源于此时。

### 明、清时期
明清社会經濟發展發達，市民阶层日益壮大，音乐文化的发展趨向世俗化。明代的民间小曲内容丰富，虽然良莠不齐，但其影响之广已经达到「不问男女」，「人人习之」的程度。由此私人收集编辑，刊刻小曲成风，而且从民歌小曲到唱本、戏文、琴曲均有私人刊本问世。如冯梦龙编辑的《山歌》，朱权编辑的《神奇秘谱》等。 

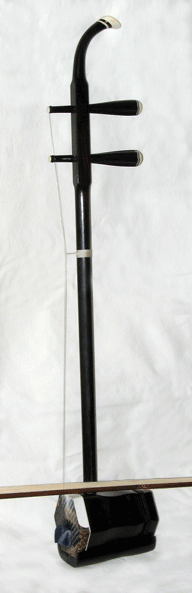
二胡

明清时期说唱音乐异彩纷呈。其中南方的弹词，北方的鼓词，以及牌子曲、琴书、道情类的说唱曲种更为重要。南方秀丽的弹词以苏州弹词影响最大。北方的鼓词以山东大鼓，冀中的木板大鼓、西河大鼓、京韵大鼓较为重要。
牌子曲类的说唱有单弦，河南大调曲子等；琴书类说唱有山东琴书、四川扬琴等；道情类说唱有浙江道情、陕西道情、湖北渔鼓等，少数民族也出现了一些说唱曲如蒙古说书、白族的大本曲。
明清时期歌舞音乐如汉族的各种秧歌、维吾尔族的木卡姆、藏族的囊玛、壮族的铜鼓舞、傣族的孔雀舞、彝族的跳月、苗族的芦笙舞等等。
以声腔的流布为特点，明清戏曲音乐出现了新的发展高峰。明初四大声腔有海盐、余姚、弋阳、昆山诸腔，其中的昆山腔经由江苏太仓魏良輔等人的改革，以曲调细腻流畅，发音讲究字头、字腹、字尾而赢得人们的喜爱。昆山腔又经过南北曲的汇流，形成了一时为戏曲之冠的昆剧。最早的昆剧剧目是明梁辰鱼的《浣纱记》，其余重要的剧目如明汤显祖的《牡丹亭》、清洪昇的《长生殿》等。弋阳腔以其灵活多变的特点对各地的方言小戏发生重要影响，使得各地小戏日益增多，如各种高腔戏。明末清初，北方以陕西西秦腔为代表的梆子腔得到很快的发展，它影响到山西的蒲州梆子、陕西的同州梆子、河北梆子、河南梆子。这种高亢、豪爽的梆子腔在北方各省经久不衰。晚清，由西皮和二黄两种基本曲调构成的皮黄腔，在北京初步形成，由此产生了影响遍及全国的京剧。
明清时期，器乐的发展表现为民间出现了多种器乐合奏的形式。如北京的智化寺管乐，河北吹歌，江南丝竹，十番锣鼓等等。明代的《平沙落雁》、清代的《流水》等琴曲以及一批丰富的琴歌《阳关三叠》、《胡笳十八拍》等广为流传。琵琶乐曲自元末明初有《海青拿天鹅》以及《十面埋伏》等名曲问世，至清代还出现了華秋蘋编辑的最早的《琵琶谱》。
16世紀晚明時期，西洋音樂通過傳教士傳到中國。在利瑪竇進京呈現給萬歷皇帝的禮品單中，有西琴一張，據考這是一張古鋼琴。
中国明代音乐家朱载堉于万历十二年（1584年）首次提出“新法密率”（见《律吕精义》、《乐律全书》），推算出以比率 {\displaystyle {\sqrt[{12}]{2}}} 将八度音等分为十二等分的算法，计算出十二平均律的相邻两个半音间的长度比值，精确到25位数字，為世界首创。他并依此法制造出符合十二平均律律管及律准的樂器，是世界上最早的十二平均律乐器。
清初，傳教士徐日升教授康熙皇帝西方樂理，並著有《律呂纂要》一書。五線譜也在這個時候傳入中國。乾隆皇帝的時候，在宮中還組建了一支西洋樂隊，樂器有小提琴、大提琴、低音提琴、木管樂器、豎笛、木琴、風琴、古琴，演奏時戴西洋假髮。

## 近代

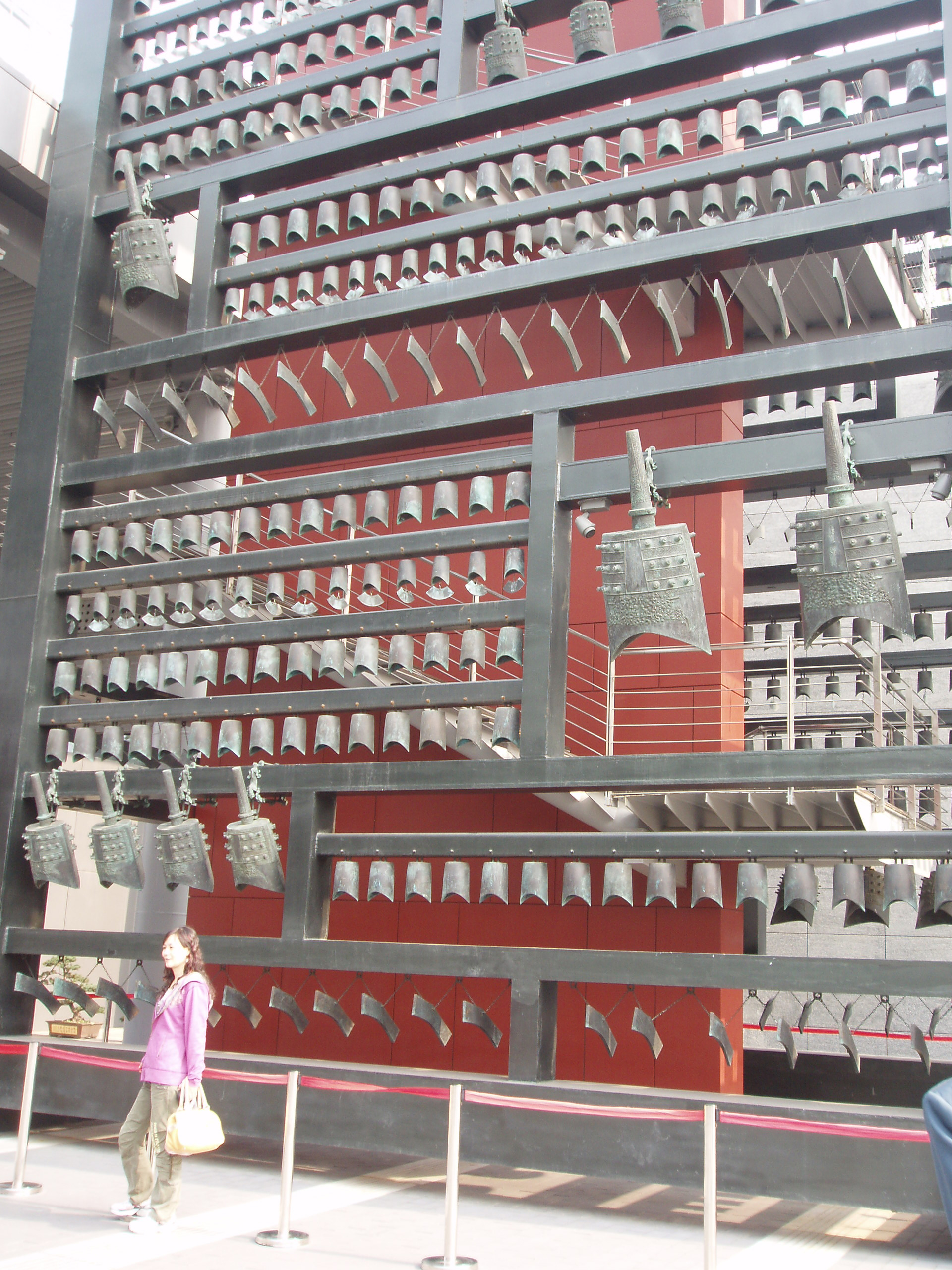
北京街上的古敲擊樂器大掛架

1910年代到1920年代的新文化運動期間，很多到海外留學的中國音樂家回國之後，開始演奏歐洲古典音樂，也開始用五線譜紀錄新作品。大城市裡組成了新興交響樂團，混合歐洲古典音樂和爵士樂，在音樂廳和收音機裡非常流行。在1930年代的上海達到其鼎盛時期。從三十年代興起的上海時代曲，成為中國流行音樂的始祖。
民間音樂家為中國樂器的演奏發展創造了新的階段，劉天華定制二胡把位，改進演奏手法，並創作10首二胡獨奏曲。阿炳創作二胡曲《二泉映月》，《聽松》，琵琶曲《大浪淘沙》。儘管當時時世動亂，但中國民族音樂不論在獨奏和樂隊合奏方面都有很大的發展。
在北伐戰爭時期，中國的音樂家為配合革命，作了大量的革命歌曲，在國民革命軍中廣為傳唱，有的是用國外通俗歌曲旋律直接配以革命歌詞。
在抗日戰爭時期，音樂家創作大量的抗日歌曲。冼星海的《黃河大合唱》，反映了當時全民抗日的精神。聶耳為電影配曲作的《義勇軍進行曲》，成為抗日軍民的軍歌被到處傳唱，中華人民共和國成立後，將義勇軍進行曲定為國歌。
1942年延安會議之後，共產黨把其控制地區的民歌改寫成革命歌曲，如陝西民歌《東方紅》。改寫的目的是在大多是文盲的農民人口中傳播共產主義思想。
文革期間，音樂為政治所壟斷，音樂家不是服從政治，就是被指控以各種罪名加以迫害。西方音樂皆不合法，而被推出的革命歌曲和所謂的「語錄歌」、「樣板戲」，皆極富政治色彩和立場。在歡迎美國總統尼克松的宴會上，樂隊演奏美國歌曲《草堆上的火雞》，當時的文化部長竟向總理抗議。中國音樂進入一個低谷時期。
「樣板戲」雖為政治產物，而且主題單一，但在管弦樂團引入京劇的京胡和板鼓，更突出了京劇的音樂特點，也算是一種中西結合的發展。

## 中国少数民族音乐
中華人民共和國版圖內的少数民族音乐有着丰富多样的样式和内容，如藏族音乐、蒙古族音乐、壮族音乐等。

### 藏族音乐
藏族是个能歌善舞的民族，他们的歌曲旋律优美辽阔、婉转动听。藏族音乐大体上可以分为佛教音乐和民间音乐。佛教音乐中最著名的是喇嘛唱的无词的歌颂曲调。
藏族民歌高亢嘹亮，曲调悠扬，以五声音階为主。歌舞形式有“果谐”、“果卓”等。
正规戏剧方面，现在已经挖掘整理演出了藏族传统歌剧《格萨尔王》。

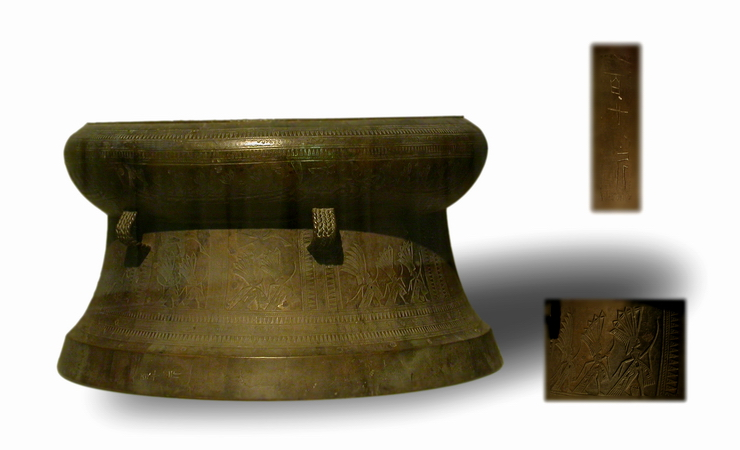
萬家壩銅鼓

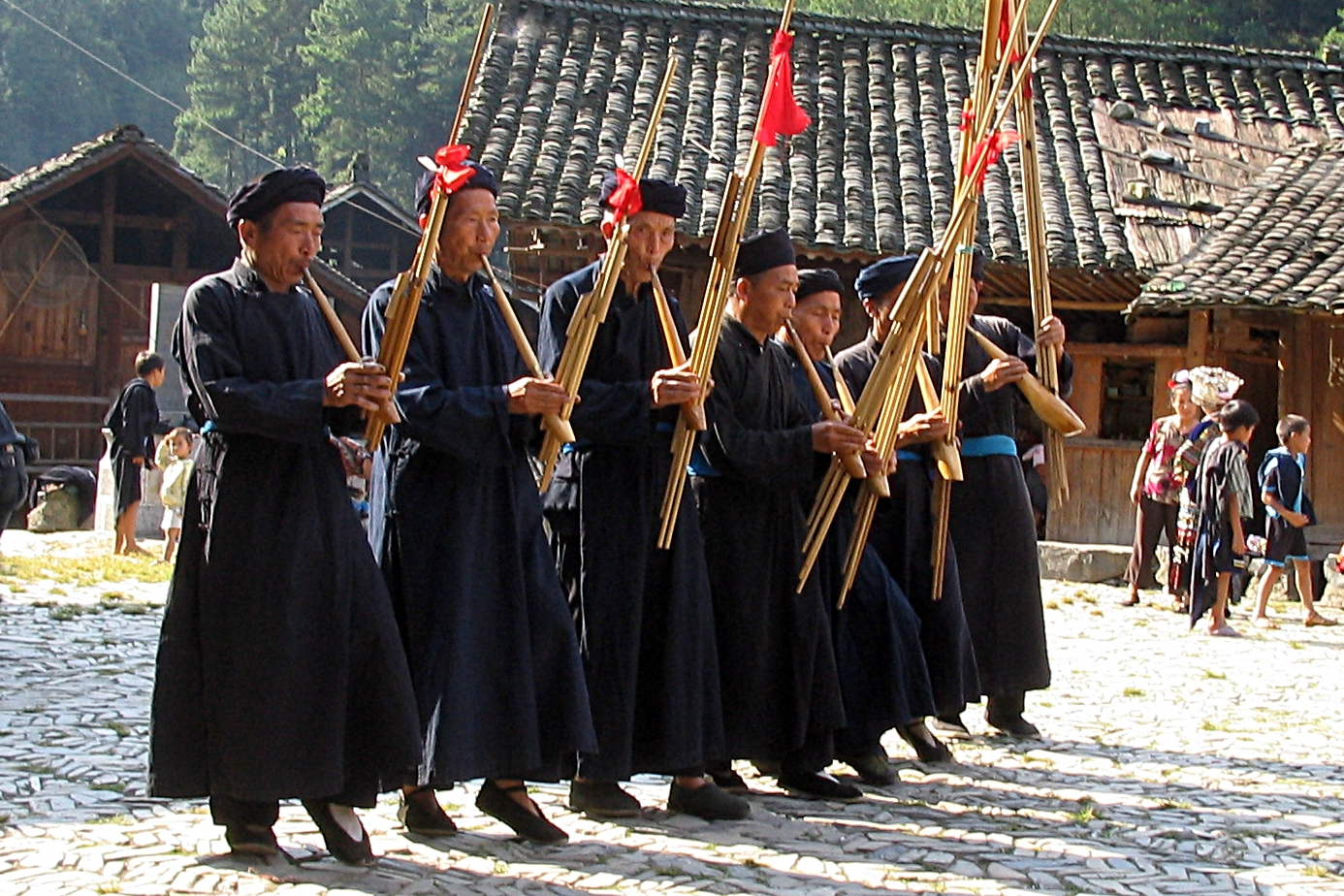
苗族蘆笙

### 满洲族音乐
中国的东北和北京等地是满洲族的聚居地。满洲族最有名的民间乐器是源自清朝的八角鼓。满洲族的摇篮曲《悠悠扎》等作品经常被用现代的汉语翻唱。

### 蒙古族音乐
蒙古族民歌分“长调民歌”和“短调民歌”。“长调”有许多无意义的谐音字拉长唱腔，有草原空阔的风格。特色乐器是马头琴，是一种拉弦乐器，由于琴柱上一般都雕刻一个马头装饰，所以由此命名。

### 壮族音乐
壮族聚居区广西是民歌的故乡，男女青年经常对歌，有人甚至说壮族人一生唱歌的时间比说话的时间长。壮族民歌和汉族音乐风格基本相似，以五声音阶为主。歌词有明显的对仗格式，内容则以象征、比喻等手法表述，以生活中的交流为主，有时歌词也引用中国古典故事和典故。

### 傣族音乐
傣族音乐和南亚地区缅甸、泰国的音乐风格类似，曲调婉转柔美，典型的乐器是葫芦丝和象脚鼓。

### 纳西古乐
纳西古乐是在云南丽江纳西族老人中间演奏的音乐，据说是从明朝时中原地区传入的，由于当地交通不便，和外界交往極少，將明朝音樂保留下來，现在只有一批老人乐队可以演奏，正在培养接班人，是中国14世纪音乐的活化石，受到音乐界的广泛关注。

### 侗族音乐
侗族“大歌”是中国唯一采用和声的民歌系统，基本为女声无伴奏合唱，由各声部嗓音的和声配合非常和谐，曾在国际引起轰动，并多次获奖。

### 维吾尔族音乐
维吾尔族音乐基本是中亞音乐风格，非常注重节奏，用手鼓可以打出几十种不同的节奏，乐器主要是都它尔和热瓦甫。维吾尔族的传统音乐《十二木卡姆》包罗万象，是许多民间音乐的源头。

### 塔吉克族音乐
塔吉克族音乐和汉族音乐有较大的区别，善于运用半音，旋律婉转多变。雷振邦为电影《冰山上的来客》配的歌曲，运用了塔吉克民歌的旋律。

### 朝鲜族音乐
朝鲜族音乐和朝鲜/韩国音乐基本相同，主要乐器有长鼓和伽倻琴，伽倻琴类似中国古代的筝，比现代的筝小，弹法也不一样，是放到盘坐的膝盖上弹。

### 京族音乐
京族音乐和越南音乐基本相同，主要乐器有独弦琴。

## 戏曲音乐
中国的戏曲曲艺是在中国较为普及的艺术之一。中国戏曲多以高调的唱腔为主，共有600多个地方戏剧品种，中國各地的戏曲音乐代表有：昆曲、京劇、河北梆子、豫剧、评剧、越剧、粤剧、秦腔、黄梅戏、潮剧、薌剧、梨园戏、高甲戏和傩戏等。昆曲被稱為中國劇曲的源頭，並被联合国列为世界口头文化遗产保护目录。

## 現代國樂
中华人民共和国建立之后，將苏联的流行歌曲翻译成中文。並於各地建立交响樂团，演奏古典音乐和中国作曲家的新作。东欧的乐团曾多次到中国表演，中国乐团亦曾出国表演。中国音乐家用西方的乐器方法写作具有中国风味的音乐，比较成功的有《梁祝小提琴協奏曲》。
建了东方歌舞团，专门学习、演唱第三世界的民歌和乐曲，从此第三世界的音乐开始对中国音乐产生影响。
中国民族乐队的配器、合奏方式也基本定型，生产出不少成功的民族交响曲。為了改善民族樂隊低音聲部不足的問題，樂團加進了革胡，但由於早期的革胡價格昂貴，且效果不如西洋大提琴，故現今有許多樂團使用大提琴當作低音的拉弦樂器。
在胡琴方面，由於使用蟒蛇皮有違動保意識，且容易受到氣候等因素影響造成音色不穩定，因此有些樂團以仿生皮代替蟒蛇皮。
在吹管方面，研發中音、次中音及低音的嗩吶和笙，進而保證管樂也有足夠的低音。引用許多西方打擊樂器，如定音鼓、管鐘，也使樂團的聲響更加豐富。
每年春节在维也纳金色大厅举行中国新年音乐会。

## 古典音乐
乾隆組建中國第一個管弦樂團，但只限於個人喜好。1900年代，北京成立了中国第一个铜管乐团。成立于1913年的金陵女子大学设有音乐系，对传播西洋音乐发挥了很大作用。1927年，国立音乐专科学校在上海成立。1930年代，上海成立了中国第一个交响乐团。
20世纪起有许多中国人在国际钢琴、小提琴、聲樂、歌剧演唱比赛中得奖，中国音乐家创作了大量聲樂和用西方乐器演奏的作品。

### 中國音樂與西方音樂比較
中國音樂從很早已經掌握七聲音階和十二平均律，但偏好五聲音階，追求旋律、節奏變化，輕視和聲的作用。西方音樂從古希臘的五聲音階，逐漸發展到七聲音階，直到十二平均律；從單聲部發展到運用和聲。

## 流行音乐
自中國大陸改革开放以来，流行音乐首先从香港及臺灣进入大陸。臺灣的校園民歌和邓丽君的演唱，在中国大陸大受欢迎。中国大陸第一次公开的香港歌曲演出為张明敏在中国中央电视台春节联欢晚会演出的《我的中国心》，並且在中国大陸受到極大迴響。此后，中国大陸的流行歌曲開始吸收世界各種音乐。
近年来，中國大陸與其它地区的华人流行音乐不断交流，开始出现互相融合的趋势。开始出现“全球华语流行音乐”的总体称谓，海外各大流行音乐榜单的发布和编制开始关注大陆市场。
中國大陸的流行音乐当中，民谣性质的音乐，它们的典型代表是校园民谣、都市民谣、军营民谣，这些民谣音乐在流行音乐当中亦占有一席之地，民谣淳朴的曲调，通俗的歌词感动了很多人。

## 摇滚音乐
中国大陸改革开放之后，大陸百姓開始接觸摇滚樂，并组建乐队，进行模仿与创作。
1986年5月9日，北京工人体育馆的纪念“'86国际和平年”中国百名歌星演唱会中，崔健演唱《一无所有》，為中國大陸第一次搖滾樂首次公開演出。
80年代末和90年代初，陆续出现唐朝、黑豹、轮回、超载、指南针、北京1989等乐队。
1994年，香港举行“中国摇滚乐势力”演唱会，演出者皆為來自中國大陸的搖滾樂隊。窦唯、张楚和何勇在当时被称为魔岩三杰。
随后，各种中国摇滚乐风出現：流行的郑钧、许巍和零点，低保真的朋克乐队盘古，英式路线的麦田守望者和清醒，民俗摇滚的子曰（现已更名“爻释·子曰”）和二手玫瑰，以及苍蝇、左小祖咒和王磊、花儿、新裤子、The Noname等。摩登天空、京文唱片、小子联盟唱片以及娱乐公司在推出新乐手和乐队、举办演唱会中也做出了很多尝试。

## 電子音乐
21世紀以來，電子音樂（EDM）逐漸崛起成為僅次於流行音樂的第二大音樂類型。越來越多中國歌手在創作歌曲的時候加入電子音樂元素。電視台和網絡平台不斷推出新的電音選秀節目，如《即刻電音》、《超感星电音》等等，吸引越來越多的年輕人接觸並認識電子音樂，把電子音樂推向市場主流的位置。
在國內，音樂人正在探索並創造出具有中國風特色的國潮電音品種。在真人秀節目《中国潮音》上，中國電音制作人Anti-General、PANDA组合把電子音樂與中國傳統樂器結合，編寫出《山海經》、《桔梗謠》等具強烈東方色彩的電音作品。
與此同時，中國電音制作人正在努力衝出國際，且獲得不俗的成績。Chace成為第一位在明日世界電子音樂節出場的中國電子音樂人。DJ Carta加入荷蘭的電音廠牌斯賓尼唱片，並成為第一位登上DJ雜誌Top 100的唱片騎師（DJ）。
此外，越來越多的中國音樂人與西方知名歌手合作，創造出跨國合作的音樂作品。電音制作人Zight與美國歌手Chris Willis、意大利電音組合Maximals合力創作《Work It Harder》，電音唱作人CORSAK與艾利索發佈新曲《Going Dumb》等等，預示著中國電子音樂正在與西方連結，逐步走向世界舞台。

## 宗教音乐
中国的宗教音乐可分为道教音乐、汉传佛教音乐、藏传佛教音乐以及其它宗教音乐。

## 現代國樂的樂曲風格
現代的中國民族音樂，引入了西方的調性概念，使樂團的音高逐漸的固定，這也讓調性不必侷限於傳統的五聲調式。從較早期的劉文金、彭修文大師等等，到現代如張朝、劉長遠、王丹紅等作曲家，使音樂一步步的規範化，並形成自己的一套風格。
在台灣，樂團的曲子使用了許多爵士和聲，使聲響更加豐富，頗具現代感。並往往大量使用七和弦，使音樂聽起來更加的現代。

## 教育
- 北京的中国音乐学院培养民族音乐家
- 中央音乐学院偏向于培养运用西方音乐的音乐家。
- 杭州的浙江音乐学院
- 上海的上海音乐学院
- 天津的天津音乐学院
- 广州的星海音乐学院
- 西安的西安音乐学院
- 沈阳的沈阳音乐学院
- 武汉的武汉音乐学院
- 成都的四川音乐学院

## 其他
- 中文音乐期刊
- 中国民族乐器
- 中國傳統音樂